# احمد رشدی
احمد رشدی موستاری ملقب به «مخاف» (۱۰۴۷ هـ.ق. برابر با ۱۶۳۷م در موستار—۱۱۱۱ هـ.ق. برابر با ۱۶۱۹ م در استانبول) شاعر متولد بوسنی و هرزگوین بود. در سال ۱۰۵۵ هـ.ق. (برابر با ۱۶۴۵ م) با عجمی اوغلان به استانبول رفت و در گالاتاسرای استقرار یافت. مدت مدیدی پیش از آمدن رشدی به استانبول، بوسنیایی‌ها مناصب مهمی در حکومت عثمانی داشته‌اند ولی با روی کار آمدن خانواده کوپریلی، آلبانیایی‌ها جای آنان را گرفتند و از ورود بوسنیایی‌ها و هرزگووینی‌ها به دربار عثمانی جلوگیری کردند. پس رشدی هم در این اوضاع نتوانست پیشرفت کند و بعد از مدتی به دیار بکر نزد عموی خود که در آنجا به سمت فرمانده این منطقه منصوب شده‌بود رفت. بعد مدتی به معلمی پرداخت و نیز مسافرتی به مصر کرد. دیوان کامل ترکی دارد ولی اشعار فارسی نیز سروده‌است و در فارسی بیشتر غزل گفته‌است و اوج قدرت شاعری خود را در غزل‌سرایی نشان داده‌است. در شعرهایش اغراق و طبع شاعری هزرگووینی دیده می‌شود. غزل‌های فارسی او عاشقانه و پر از نکات شیرین هستند. مالیچ دربارهٔ او می‌گوید «در اشعار [رشدی] طراوات بهار شنیده می‌شود.»
به غیر از سرودن اشعار، رشدی در تاریخ هم تبحر فراوان داشته‌است. شیخی و صفائی و سلیم تذکره‌هایشان از رشدی به طور مفصل سخن گفته‌اند. رشدی در سال ۱۱۱۱ هـ.ق. (برابر ۱۶۱۹ م) در استانبول وفات یافت و در مزاری که در زمان زندگی خود و به سفارش خود او درست شده بود به خاک سپرده شده‌است.